# Milan Erazim
Milan Erazim (8. března 1946, Bratislava – 22. dubna 2020) byl český akademický malíř, ilustrátor, grafik, typograf a pedagog.

## Život
Milan Erazim vystudoval sice v letech 1963–1968 České vysoké učení technické v Praze, ale roku 1972 byl přijat na pražskou Vysokou školu uměleckoprůmyslovou, kterou pod vedením profesorů Jiřího Mikuly a Zdeňka Sklenáře ukončil roku 1977.
V letech 1985–1988 pracoval ve výtvarné redakci Lidového nakladatelství. Věnoval se volné a drobné grafice (ex libris), ilustraci, kresbě a známkové tvorbě. V ilustraci se zaměřoval na klasickou a dobrodružnou literaturu pro mládež. Byl členem SČUG Hollar a působil jako profesor na Vyšší odborné škole grafické v Praze. Zúčastnil se řady výstav doma i v zahraničí.

## Z knižních ilustrací
- Josef Frais: Osmý den týdne (1986).
- E. T. A. Hoffmann: Životní názory kocoura Moura (1979).
- Josef Kopta: Adolf a pět hříšníků (1987).
- Joseph Sheridan Le Fanu: Zelený děs.
- Lukáš Luhan: Souhvězdí Brouka (1991).
- Alois Marhoul: Černý pasažér (1984) – bibliofilie.
- Božena Němcová: O třech zakletých knížatech (1992).
- Josef Nesvadba: Dialog s doktorem Dongem (1990).
- Petr Prouza: Život střídá smrt (1987).
- Arkadij a Boris Strugačtí: Špunt (1989).
- Jiří Švejda: Havárie (1986).
- Vladislav Vančura: Kosmas; Markéta Lazarová (1987).
- Émile Zola: Rozvrat (1988).